# Picus Verlag
Der Picus Verlag ist ein österreichischer Buchverlag mit Sitz in Wien. Er publiziert Belletristik, Kinderbücher, Sachbücher und die Reihe Picus Lesereisen.

## Geschichte
Der Verlag wurde 1984 von Dorothea Löcker (Tochter des Schriftstellers Reinhard Federmann) und Alexander Potyka gegründet. Der Name und das Logo des Verlags beziehen sich einerseits auf die römische Gottheit Picus, andererseits auf die Gattung der Spechte, die im Lateinischen den Namen Picus trägt. Die ersten Publikationen umfassten vier Kinderbücher und einen Architekturtitel. Der Verlag sieht sein Programm der Aufklärung und dem intellektuellen Engagement sowie der Ästhetik verpflichtet.
1986 erschien Quaxi der Fernsehfrosch von Friedl Neuhauser und Barbara Novak, illustriert von Alexander Rinesch, der erste Bestseller der Picus Verlags. Das Bilderbuch, das ins Spanische, Französische und Italienische übersetzt wurde, erzählt die fiktive Geschichte des Wetterfroschs der Kindernachrichtensendung MiniZiB des ORF.
Ceija Stojkas Buch Wir leben im Verborgenen über ihre Kindheit im Konzentrationslager erschien 1988 und war die erste autobiografische Publikation einer Angehörigen der Roma und Sinti in Österreich. Die Veröffentlichung dieses Titels löste in Österreich eine politische Debatte aus, in deren Folge die Volksgruppe der Roma und Sinti als Minderheit anerkannt wurden.
In den frühen neunziger Jahren, als eine Briefbombenserie Österreich beschäftigte, publizierte der Verlag eine Reihe von Analysen über den Rechtsextremismus im Lande, darunter im Jahr 1993 das Aufsehen erregende Buch Aufbruch der Völkischen von Wolfgang Purtscheller. Seit den achtziger Jahren erschienen Dutzende Biografien von Holocaust-Überlebenden und Widerstandskämpfern, aber auch systematische zeitgeschichtliche Aufarbeitungen im Verlagsprogramm, teilweise in Kooperation mit der Österreichischen Exilbibliothek. 2019 erschien mit Brigitte Ungar-Kleins Schattenexistenz die erste vollständige Analyse über in der Zeit des Nationalsozialismus in Wien untergetauchte Jüdinnen und Juden.
1998 lancierte der Verlag die Reihe Picus Lesereisen, in deren Rahmen Reisefeuilletons und -reportagen aus Regionen der ganzen Welt erscheinen. Bis heute erscheinen kontinuierlich neue Bände der Reihe.
Seit Januar 2019 verzichtet der Picus Verlag auf das Einschweißen seiner Bücher, um ein Zeichen für den Umweltschutz und den Schutz der Meere zu setzen.

## Verlagsprogramm

### Belletristik
Erzählende Literatur mit politischen, kämpferischen und aufklärerischen Impulsen von Autoren wie Ivan Ivanji, Reinhard Federmann, Thomas Sautner, Felix Kucher, Harald Darer, Theodora Bauer und Elisabeth Schmidauer ist wesentlicher Bestandteil des Programms.
Zeitgeschichtliche Literatur hat traditionell einen hohen Stellenwert im Programm des Picus Verlags, etwa mit Neuausgaben der Schriften von Richard A. Bermann, Max Winter oder Adelheid Popp.
Humor als zentrales Element bei Autoren wie Stefan Slupetzky und Egyd Gstättner.
Literarische Krimis: etwa Manfred Rumpls Schwarzer Jasmin oder Christian Klingers historischer Krimi Ein Giro in Triest.
Historische Romane: Christian Klingers Die Liebenden von der Piazza Oberdan, Egyd Gstättners Leopold der Letzte oder Felix Kuchers Sie haben mich nicht gekriegt.
Österreichische Literatur: Besonderes Augenmerk gilt seit Jahren der österreichischen Literatur. Viele Autoren debütierten im Picus Verlag: Ljuba Arnautović, Theodora Bauer, Harald Darer, German Kratochwil, Eva Ladipo, Thomas Sautner, Cordula Simon, Stefan Slupetzky, Judith W. Taschler.

### Picus Lesereisen
Zur Erfolgsreihe entwickelten sich die 1998 gestarteten: Die Reisefeuilletons und -reportagen bilden eine Brücke zwischen dem reinen Reiseführer und topografischer Belletristik und dienen als Einstimmungslektüre für Reisewillige ebenso wie Sehnsuchtslektüre für jene, die nicht zum Reisen kommen. Namhafte Journalisten sowie freie Autoren geben durch einen sehr persönlichen Zugang Einblicke in den Alltag, die Mentalitäten und die Absonderlichkeiten der jeweiligen Reiseziele.
Die Autoren sind oft Journalisten der großen deutschsprachigen Medien. Preisgekrönte Autoren dieser Reihe sind u. a.: Stefanie Bisping, Rasso Knoller, Barbara Schaefer, Helge Sobik.

### Kinderbuch
Das international ausgerichtete Kinderbuchprogramm definiert Kinderliteratur in erster Linie als Literatur. Nicht pädagogisch-didaktische Kriterien stehen im Vordergrund, sondern die Qualität von Geschichte und Illustration, ein oftmals augenzwinkernder Humor und künstlerischer Anspruch.
Zu den prägenden internationalen Kinderbuchautoren des Verlags zählen die Katalanin Roser Capdevila, die die Figur der Verflixten Hexe geschaffen hat, der Niederländer Rindert Kromhout, die vielfach preisgekrönte Italienerin Chiara Carrer, der Belgier Jean-Luc Englebert und der Franzose Grégoire Solotareff.
Der erste Träger des Christine-Nöstlinger-Preises, Michael Roher, debütierte im Picus Verlag, die prämierte Geschichtenerzählerin und Autorin Andrea Karimé ist mit dem überwiegenden Teil ihres Werks, das von Anfang an Wert auf Inklusion und Multikulturalität legte, im Picus Verlag vertreten. Österreichische Künstlerinnen wie Birgitta Heiskel und Raffaela Schöbitz illustrieren immer wieder Bücher im Picus Verlag.
Das erfolgreichste Kinderbuch des Picus Verlags ist Wien. Stadtführer für Kinder von Brigitta Höpler, Sibylle Vogel und Alexander Potyka, das auch auf Englisch vorliegt. 2022 erschien die 10. Auflage. In weiterer Folge erschienen Stadtführer für Berlin, Graz, Hamburg, Innsbruck, Linz, Lübeck, München und Salzburg.

### Sachbuch
Zeitgeschichte: Seit Anbeginn ist das Sachbuchprogramm des Picus Verlags auf Zeitgeschichte fokussiert. Im Zentrum standen lange Zeit der Holocaust, die Erforschung von Verfolgung und Vernichtung von Minderheiten, Antisemitismus, Nationalsozialismus und Stalinismus. In Ergänzung zu den autobiografischen Belletristik-Titeln hat Picus mit seinem Sachbuchprogramm einen Beitrag zur Aufarbeitung des Nationalsozialismus geleistet, etwa mit Herbert Exenberger u. a. Kündigungsgrund Nichtarier, Christiane Kohls zeitgeschichtlichen Reportagen oder Hans Safrians und Hans Witeks ergreifender Darstellung des alltäglichen Antisemitismus 1938 in Wien in Und keiner war dabei.
Journalismus, Essays: Erweitert wurde das Sachbuchprogramm im Laufe der Zeit durch die Reihe Theodor-Herzl-Vorlesungen zur Poetik des Journalismus und zeitkritische Essays wie etwa die von Robert Misik.
Die bibliophile Reihe Wiener Vorlesungen, die in Kooperation mit der Stadt Wien erscheint, zählt Autoren wie Paul Watzlawik, Ernst H. Gombrich, Aleida und Jan Assmann, Niklas Luhmann, Konrad Paul Liessmann, Wolfgang Benz, Ruth Klüger, Eric J. Hobsbawn, Gerhard Scherhorn, Mathias Binswanger, Stephan Schulmeister, Leon Botstein, Kathrin Röggla, Anton Zeilinger, Oliver Rathkolb, Manfred Nowak, Helmut Konrad, Robert Pfaller, oder Renée Schroeder.

## Autoren (Auswahl)
Oskar Aichinger, Ljuba Arnautović, Theodora Bauer, Chiara Carrer, Roser Capdevila, Harald Darer, Georg Elterlein, Susanne Falk, Marlene Faro, Reinhard Federmann, Bernd Fischerauer, Michael Frank, Franzobel, René Freund, Lorenz Gallmetzer, Sabine M. Gruber, Egyd Gstättner, Ivan Ivanji, Gerhard Jäger, Elisabeth Jupiter, Rudolf Habringer, Andrea Karimé, Luca Kieser, Christian Klinger, Gabriele Kögl, Germán Kratochwil, David Krems, Walter Kohl, Felix Kucher, Erik Lorenz, Daniela Meisel, Schulamit Meixner, Stefan Peters, Robert Misik, Sarah Michaela Orlovsky, Michael Roher, Manfred Rumpl, Thomas Sautner, Sylvie Schenk, Barbara Schinko, Elisabeth Schmidauer, Stephan Schulmeister, Barbara Schwarcz, Bernhard Seiter, Cordula Simon, Stefan Slupetzky, Amaryllis Sommerer, Ceija Stojka und Judith W. Taschler, Reinhard Tötschinger, Cornelia Travnicek, Bastienne Voss, Tom Zürcher.

## Auszeichnungen
2000 Bruno-Kreisky-Preis für besondere verlegerische Leistungen
2003 Marietta- und Friedrich-Torberg-Medaille der Israelitischen Kultusgemeinde Wien an Alexander Potyka
2005 Goldenes Verdienstzeichen des Landes Wien an Dorothea Löcker
2017 Österreichisches Ehrenkreuz für Wissenschaft und Kunst I. Klasse an Alexander Potyka